# Leigh Whannell
Leigh Whannell (Melbourne, 1977. január 17. –) ausztrál filmrendező, forgatókönyvíró, filmproducer és színész.

## Fiatalkora
Az ausztráliai Melbourne-ben született. Úgy véli, hogy a történetmesélés iránti szeretetét édesanyjától örökölte, a filmkészítés irányvonalát pedig édesapjától, aki operatőr volt a televíziós iparágban. Két fiú közül az elsőnek született, és bátyjával együtt nőtt fel Melbourne-ben.

## Pályafutása
Gyakran készít forgatókönyveket barátja, James Wan rendezéseihez, például a Fűrész (2004), a Halálos hallgatás (2007), az Insidious – A testen kívüli (2010) és az Insidious – A gonosz háza (2013) esetében. Whannell rendezőként a Insidious – Gonosz lélek című 2015-ös horrorfilmmel debütált, majd két további filmet rendezett – Upgrade – Javított verzió (2018), A láthatatlan ember (2020).
Wannel közösen jegyzi a Fűrész franchise megalkotását. Whannell írta az első részt, társíró volt a második és harmadik részben, (vezető) producere volt az összes Fűrész-filmnek és színészként tűnt fel az első három részben. Emellett a 2009-es Fűrész videójáték forgatókönyvét is ő írta.
Szintén együtt alkották meg az Insidious filmsorozatot is. Mind a négy film forgatókönyvét Whannell írta, a harmadik részben pedig a rendezői feladatokat is ellátta. Továbbá Specs szerepében az összes filmben feltűnik mellékszereplőként is.

## Filmográfia

### Film

#### Rendező, író és producer
| Év   | Magyar cím                  | Eredeti cím             | Feladatkör | Feladatkör | Feladatkör | Megjegyzések                           |
| Év   | Magyar cím                  | Eredeti cím             | Rendező    | Író        | Producer   | Megjegyzések                           |
| ---- | --------------------------- | ----------------------- | ---------- | ---------- | ---------- | -------------------------------------- |
| 2004 | Fűrész                      | Saw                     | Nem        | Igen       | Nem        | sztori James Wannel közösen            |
| 2005 | Fűrész II.                  | Saw II                  | Nem        | Igen       | Vezető     | társíró: Darren Lynn Bousman           |
| 2006 | Fűrész III.                 | Saw III                 | Nem        | Igen       | Vezető     | sztori James Wannel közösen            |
| 2007 | Halálos hallgatás           | Dead Silence            | Nem        | Igen       | Nem        | sztori James Wannel közösen            |
| 2007 | Fűrész IV.                  | Saw IV                  | Nem        | Nem        | Vezető     |                                        |
| 2008 | Fűrész V.                   | Saw V                   | Nem        | Nem        | Vezető     |                                        |
| 2009 | Fűrész VI.                  | Saw VI                  | Nem        | Nem        | Vezető     |                                        |
| 2010 | Insidious – A testen kívüli | Insidious               | Nem        | Igen       | Nem        |                                        |
| 2010 | Fűrész 3D                   | Saw 3D                  | Nem        | Nem        | Vezető     |                                        |
| 2013 | Insidious – A gonosz háza   | Insidious: Chapter 2    | Nem        | Igen       | Nem        | sztori James Wannel közösen            |
| 2014 | Tetves porontyok            | Cooties                 | Nem        | Igen       | Vezető     | társíró: Ian Brennan és Josh C. Waller |
| 2014 | A futár                     | The Mule                | Nem        | Igen       | Vezető     | társíró: Jaime Brown és Angus Sampson  |
| 2015 | Insidious – Gonosz lélek    | Insidious: Chapter 3    | Igen       | Igen       | Nem        |                                        |
| 2017 | Fűrész – Újra játékban      | Jigsaw                  | Nem        | Nem        | Vezető     |                                        |
| 2018 | Insidious – Az utolsó kulcs | Insidious: The Last Key | Nem        | Igen       | Igen       |                                        |
| 2018 | Upgrade – Javított verzió   | Upgrade                 | Igen       | Igen       | Vezető     |                                        |
| 2020 | A láthatatlan ember         | The Invisible Man       | Igen       | Igen       | Vezető     |                                        |
| 2021 | Spirál: Fűrész hagyatéka    | Spiral                  | Nem        | Nem        | Vezető     |                                        |
| 2023 | Insidious – A vörös ajtó    | Insidious: The Red Door | Nem        | Sztori     | Igen       |                                        |
| 2023 | Fűrész X.                   | Saw X                   | Nem        | Nem        | Vezető     |                                        |
| 2025 | Farkasember                 | Wolf Man                | Igen       | Igen       | Vezető     |                                        |

#### Színész
| Év   | Magyar cím                    | Eredeti cím                                   | Szerep                          | Magyar hang       |
| ---- | ----------------------------- | --------------------------------------------- | ------------------------------- | ----------------- |
| 2003 |                               | Saw (rövidfilm)                               | David                           |                   |
| 2003 | Mátrix – Újratöltve           | The Matrix Reloaded                           | Axel                            | Simonyi Balázs    |
| 2003 |                               | Razor Eaters                                  | Nick D.                         |                   |
| 2004 | Fűrész                        | Saw                                           | Adam Stanheight                 | Csőre Gábor       |
| 2004 | Egy tökéletes nap             | One Perfect Day                               | Chris                           |                   |
| 2005 | Fűrész II.                    | Saw II                                        | Adam Stanheight (archív hangja) | Csőre Gábor       |
| 2006 | Fűrész III.                   | Saw III                                       | Adam Stanheight                 | Kossuth Gábor     |
| 2007 | Halálos ítélet                | Death Sentence                                | Spink                           |                   |
| 2008 |                               | Dying Breed                                   | Matt                            |                   |
| 2010 | Insidious – A testen kívüli   | Insidious                                     | Specs                           | Czető Ádám        |
| 2010 | Az Őrzők legendája            | Legend of the Guardians: The Owls of Ga'Hoole | Jatt (hangja)                   | Bácskai János     |
| 2013 |                               | The Pardon                                    | Clement Moss                    |                   |
| 2013 | Összetörve                    | Crush                                         | David                           | Baráth István     |
| 2013 | A romboló                     | Raze                                          | lift őrzője                     |                   |
| 2013 | Insidious – A gonosz háza     | Insidious: Chapter 2                          | Specs                           | Kaszás Gergő      |
| 2014 | Tetves porontyok              | Cooties                                       | Doug                            | Seszták Szabolcs  |
| 2014 | A futár                       | The Mule                                      | Gavin                           | Mészáros Tamás    |
| 2015 | Insidious – Gonosz lélek      | Insidious: Chapter 3                          | Specs                           | Kaszás Gergő      |
| 2017 | Bye Bye Man – A rettegés neve | The Bye Bye Man                               | Larry                           | Dévai Balázs      |
| 2017 | Gyilkolj vagy meghalsz        | Keep Watching                                 | Matt                            | Kisfalusi Lehel   |
| 2018 | Insidious – Az utolsó kulcs   | Insidious: The Last Key                       | Specs                           | Kaszás Gergő      |
| 2018 | Aquaman                       | Aquaman                                       | pilóta (cameo)                  |                   |
| 2023 | Insidious – A vörös ajtó      | Insidious: The Red Door                       | Specs                           | Kaszás Gergő      |
| 2025 | Farkasember                   | Wolf Man                                      | Dan                             | Majorfalvi Bálint |

### Televízió
| Év        | Magyar cím                     | Eredeti cím  | Szerep         | Megjegyzések |
| --------- | ------------------------------ | ------------ | -------------- | ------------ |
| 1996      | Szomszédok                     | Neighbours   | Stuart Maughan | 2 epizód     |
| 1996–2000 |                                | Recovery     | önmaga         | 16 epizód    |
| 1999–2000 | Blue Heelers: Kisvárosi zsaruk | Blue Heelers | Jared Ryan     | 2 epizód     |

## Fordítás
- Ez a szócikk részben vagy egészben  a   Leigh Whannell című angol Wikipédia-szócikk ezen változatának fordításán alapul.  Az eredeti cikk szerkesztőit annak laptörténete sorolja fel. Ez a jelzés csupán a megfogalmazás eredetét és a szerzői jogokat jelzi, nem szolgál a cikkben szereplő információk forrásmegjelöléseként.